# Garschasp
Garschasp bzw. Garschāsp (persisch گرشاسپ Garšāsp, altpersisch: Kirsāsp) ist eine Gestalt der persischen Mythologie. Er ist der vierte König des heroischen Zeitalters und wird im zehnten Buch des Schāhnāme, dem persischen Königsbuch des persischen Dichters Firdausi (940/41–1020)  beschrieben. Die avestische Urform ist Kərəsāspa. Rückert übersetzt Gerschasp.

## Kərəsāspa in der zoroastrischen Literatur
In der Avesta erscheint Kərəsāspa als Drachentöter der Drachen Gandarəβa und Aži Sruvara. Kərəsāspa machte eines Tages Rast auf einem Berg. Als er ein Feuer anzündete, um sich ein warmes Essen zuzubereiten, musste er feststellen, dass der Berg der Rücken eines Drachen war, den er mit seinem Feuer aufgeweckt hatte. Kərəsāspa floh zunächst, kehrte dann aber wieder zurück und tötete den Drachen.
Auch das Seeungeheuer Gandarəβa oder Gandarw wurde von Kərəsāspa getötet. Gandarw zog Kərəsāspa ins Meer. Sie kämpften neun Tage lang. Am Ende hatte er das Ungeheuer gefesselt und besiegt. Müde vom Kampf befahl er seinem Begleiter Axrūrag das Ungeheuer zu bewachen, damit er sich ein wenig ausruhen könne. Doch Axrūrag versagte, das Ungeheuer konnte sich befreien und Axrūrag und die Familie von Kərəsāspa ins Meer ziehen. Als Kirsāsp erwachte, tötete er das Ungeheuer und befreite Axrūrag und seine Familie.

## Garschāsp im Garschāspnāme
Āsādi Tusi hat die Sage von Garschasp in einem eigenen Epos, dem Garschaspnāme, verarbeitet. In diesem Epos wird Garschasp als Sohn von Esret (persisch اثرط) oder Θrita und Enkel von Sāma bezeichnet. Die Abstammung von Sama wird als Sohn von Tovorg (persisch طورگ), der der Sohn des Šēdasp, der wiederum der Sohn des Tur ist, angegeben. Tur wird als illegitimer Sohn von Dschamschid und einer Tochter von Kurang, König von Zabulistan angegeben. Dschamschid soll sich zur Zeit seiner Beziehung mit der Tochter von Kurang auf der Flucht vor Zahak befunden haben, der ihn gestürzt hatte, um Schah von Iran zu werden.
Im Epos Garschāspnāme wird berichtet, dass Zahak noch an der Macht war, als Garschasp geboren wurde. Als Zahak eines Tages nach Zabulistan kam, begegnete er Garschasp und forderte ihn auf, gegen ein Seeungeheuer zu kämpfen, was dieser dann auch tat. Nachdem Garschasp das Ungeheuer getötet hatte, wurde er von Zahak nach Indien gesandt, um dort einen Aufstand niederzuschlagen. Garschasp geht nach Indien, besiegt Bahu, der sich Zahak widersetzte, und bleibt für eine gewisse Zeit in Indien. Nach seiner Rückkehr nach Iran stirbt sein Vater, und Garschasp wird König von Zabulistan. Da Garschasp keinen Sohn hat, adoptiert er Neriman, den Großvater von Rostam, und setzt ihn als seinen Erben ein. Das Epos endet nach der Schilderung weiterer Schlachten und Drachenkämpfen mit dem Tod Garschasps.

## Garschasp in Schahname Sage X
Ferdosi widmet im Schāhnāme Garschasp (in Rückerts Umschrift Gerschasp) in Sage 10 nur wenige Verse. Garschasp, der Sohn von Zau, übernimmt nach dessen Tod den Thron. Über seine Herrschaft erfährt man nur:

„Wie auf des Vaters Thron er saß,
 Hielt er die Welt mit Würd' und Maß.“

Als Afrasiab erfährt, dass Zau verstorben ist, will er sich mit Garschasp über die Thronfolge verständigen. Doch der will ihn nicht empfangen. Vielmehr betrauert er den Tod seines Sohnes Agrirath. Nach dem Tod Garschasps ist der Thron Irans erneut verwaist.
An dieser Stelle greift Ferdosi wieder die Erzählung von Rostam auf. Zāl, der selbst ein Pahlevan ist, ruft Rostam zu einem Pahlevan (Helden) aus. Rostam fängt sich einen wilden Schimmel, gibt ihm den Namen Rachsch und richtet es zu seinem Reitpferd ab. Während Zal mit einem Heer Afrasiab in Schach hält, geht Rostam ins Elburs-Gebirge zu Kai Kobad, einem Nachfahren Fereyduns, und trägt ihm den Thron von Iran an. Kai Kobad sagt zu und wird elfter Schah von Iran.